# Macaranga gigantifolia
Macaranga gigantifolia är en törelväxtart som beskrevs av Elmer Drew Merrill. Macaranga gigantifolia ingår i släktet Macaranga och familjen törelväxter. Inga underarter finns listade i Catalogue of Life.